# موهیت سوری
موهیت سوری (انگلیسی: Mohit Suri؛ زادهٔ ۱۱ آوریل ۱۹۸۱) کارگردان فیلم و فیلم‌نامه‌نویس اهل هند است. وی از سال ۲۰۰۵ میلادی تاکنون مشغول فعالیت بوده‌است.

## فیلم‌شناسی
| سال  | نام                       | کارگردان | نویسنده | یادداشت         |
| ---- | ------------------------- | -------- | ------- | --------------- |
| ۲۰۰۱ | اشتباه                    | نه       | نه      | دستیار کارگردان |
| ۲۰۰۲ | آواره مجنون دیوانه        | نه       | نه      | دستیار کارگردان |
| ۲۰۰۳ | پیاده‌رو                   | نه       | نه      | دستیار کارگردان |
| ۲۰۰۵ | زهر                       | آری      | آری     | داستان          |
| ۲۰۰۵ | عصر مدرن                  | آری      | آری     |                 |
| ۲۰۰۶ | آن لحظات                  | آری      | آری     |                 |
| ۲۰۰۷ | آوارگی                    | آری      | نه      |                 |
| ۲۰۰۹ | راز: رمز و راز ادامه دارد | آری      | آری     | داستان          |
| ۲۰۱۰ | کلاهبردار                 | آری      | آری     |                 |
| ۲۰۱۱ | قتل ۲                     | آری      | نه      |                 |
| ۲۰۱۳ | عاشقی ۲                   | آری      | نه      |                 |
| ۲۰۱۴ | یک تبهکار                 | آری      | نه      |                 |
| ۲۰۱۵ | داستان ناقص ما            | آری      | نه      |                 |
| ۲۰۱۷ | دوست‌دختر نصفه‌نیمه         | آری      | نه      | تهیه‌کننده       |
| ۲۰۲۰ | Malang                    | آری      | نه      |                 |
| ۲۰۲۰ | Bad Boy (upcoming film)   | نه       | آری     | داستان          |